# カルパイン (アルカロイド)
カルパイン (Carpaine) は、循環系への作用が研究されているパパイヤの葉に含まれる主要アルカロイド成分の1つである。循環系への作用の研究は、ペンタバルビタール (30 mg/kg) 麻酔下にある、体重314±13 gの雄のWistarラットを用いて行われた。カルパインの量を0.5 mg/kgから2.0 mg/kgに増やすと、収縮期血圧、拡張期血圧及び平均動脈圧が徐々に低下した。アトロピン硫酸塩（1 mg/kg）またはプロプラノロール塩酸塩（8 mg/kg）による選択的自律神経系遮断は、カルパインに対する循環系の反応を変化させなかった。2 mg/kgのカルパインにより、心拍出量、1拍当たりの量や仕事、また拍出力が低下したが、そこから計算される末梢血管抵抗の総計は変化しなかった。これらの結果から、カルパインは心筋に直接作用していると結論付けられた。カルパインの効果は、カチオンをキレートしうる大員環ジラクトン構造に関連している可能性がある。